# فرودگاه جوناوا
فرودگاه جوناوا (به انگلیسی: Jonava Airport) (به زبان بومی: Jonavos aerodromas) یک فرودگاه نظامی است که یک باند فرود بتن دارد و طول باند آن ۲۴۰۰ متر است. این فرودگاه در شهر یوناوا و در کشور لیتوانی قرار دارد و در ارتفاع ۷۵ متری از سطح دریا واقع شده‌است.